# Глухов, Михаил Сергеевич
Михаи́л Серге́евич Глу́хов (род. 13 мая 1988, Орск, Оренбургская область) — российский хоккеист, центральный нападающий. Племянник Виталия Казарина.

## Биография
Воспитанник орского хоккея. Начал карьеру в 2004 году в составе электростальского клуба Высшей лиги «Кристалл». В дебютном сезоне провёл лишь 2 матча, не набрав ни одного очка, однако уже в следующем году набрал 12 (7+5) баллов в 36 проведённых играх. В сезоне 2005/06 дебютировал в подмосковном «Химике», в составе которого выступал на протяжении последующих двух лет, набрав за это время 7 (3+4) очков в 65 матчах.
Перед началом дебютного сезона Континентальной хоккейной лиги  был командирован в Высшую лигу в ХК «Рязань», однако, проведя в его составе 6 матчей, перешёл в тольяттинскую «Ладу», где за оставшуюся часть сезона набрал только одно (0+1) очко в 24 играх, после чего руководство клуба приняло решение расторгнуть соглашение с игроком. В начале следующего сезона Глухов успел поиграть в составе трёх клубов: «Мытищинских атлантов», клинского «Титана» и ангарского «Ермака», после чего 20 ноября 2009 года подписал контракт с хабаровским «Амуром».
В сезоне 2010/11, перед стартом которого Глухов продлил соглашение с хабаровчанами, набрал 11 (2+9) очков в 44  матчах. В следующем сезон Глухов по причине травмы принял участие лишь в 23 матчах «Амура», записав на свой счёт 4 (1+3) результативных балла, после чего принял решение вернуться в «Атлант».
2014 году был обменян в «Ак Барс».
21 октября 2023 года завершил игровую карьеру.

### Сборная
В составе сборной России Михаил Глухов принимал участие в юниорском чемпионате мира 2006 года, на котором россияне заняли лишь 5 место, а Глухов набрал 1 (1+0) очко в 6 проведённых матчах.

## Статистика
| Легенда | Легенда                    | Легенда | Легенда                   | Легенда | Легенда    |
| ------- | -------------------------- | ------- | ------------------------- | ------- | ---------- |
| И       | Количество проведённых игр | Штр     | Штрафное время            | +/−     | Плюс-минус |
| Г       | Голы                       | П       | Голевые передачи          | О       | Очки       |
| -       | Статистика неизвестна      | —       | Статистика не учитывалась |         |            |